# 马胡达
马胡达（Mahudha），是印度古吉拉特邦Kheda县的一个城镇。总人口15780（2001年）。

## 人口
该地2001年总人口15780人，其中男性8188人，女性7592人；0—6岁人口1812人，其中男969人，女843人；识字率68.73%，其中男性为78.14%，女性为58.59%。